# Osmond Karim
Osmond Karim, ursprungligen Othman Karim, född 19 mars 1968 i Kampala i Uganda, är en svensk regissör, fotograf och programledare i TV. Han är även pilotutbildad och sedan 2017 driver han en flygskola i Sturup tillsammans med sin fru.

## Biografi
Karims familj kom till Sverige som flyktingar från Uganda 1975. Han blev kvar i Sverige tillsammans med modern och fyra yngre syskon och under uppväxten levde han nära mostrar, vänner och deras barn. Bland syskonen märks regissören Baker Karim och skådespelaren Alexander Karim. De växte upp i Gränby utanför Uppsala. Senare som vuxen bosatte sig Osmond Karim med sin familj i Glumslöv i Landskrona kommun.
Tidigt bestämde han sig för att arbeta med film. Efter gymnasiet i Sverige flyttade han till USA under en tid, vilket ska ha skett på inrådan av Ingmar Bergman. Han studerade vid Brooks Institute of Photography i USA, följt av anställning på Steven Spielbergs produktionsbolag Amblin Entertainment, innan han började producera amerikanska lågbudgetfilmer. När han väntade första barnet med frun flyttade han tillbaka till Sverige.
Han var under flera år programledare för TV-programmet Mosaik. I Sverige har filmproduktionen i huvudsak bestått av kortfilmer och dokumentärer. Han tilldelades Landskrona kommuns kulturstipendium år 2003.
Karim tävlade i På spåret 2003–2004 tillsammans med AnnBritt Grünewald.
Othman Karim har regisserat och skrivit manus till dramafilmerna Om Sara från 2005 och För kärleken från 2010. Bland dokumentärerna han regisserat finns Drömmarnas stad (1997) om svenskar i Los Angeles, Uganda du fria (1999) om att hitta sina rötter och Svenskjävlar (2006) om karriärkvinnan, gangstern och bidragstagaren och drömmen om ett tryggt familjeliv samt Raskortet (2014) om att vara svart i Sverige. Bland kortfilmerna finner man Ögonblick (1999) som handlar om ett sexuellt möte mellan en 17-årig kille och en 60-årig kvinna. Karim har varit styrelseledamot i den statliga kommittén Kulturbryggan. 
Han är gift med producenten Malin Holmberg-Karim och tillsammans har de fyra barn. År 2011 bytte han förnamn från Othman till Osmond, efter visumproblem i USA. År 2017 lämnade han filmbranschen för att tillsammans med sin hustru ta över flygskolan i Sturup.

## Filmografi

### Regi (i urval)
- 1997 – Drömmarnas stad (dokumentär)
- 1999 – Uganda du fria (dokumentär)
- 1999 – Ögonblick (kortfilm)
- 2000 – Tolken (kortfilm)
- 2004 – Alla bara försvinner (dokumentär)
- 2005 – Om Sara
- 2006 – Svenskjävlar (dokumentär)
- 2010 – För kärleken
- 2014 – Raskortet (dokumentär)
- 2017 – De ensamma (dokumentär)

### Producent
- 2001 – Fyra kvinnor
- 2005 – Fragments of an unfinished journey

### Webbkällor
- ”Relationsdrama i Glumslöv”. Helsingborgs Dagblad. 19 november 2003. https://www.hd.se/2003-11-19/relationsdrama-i-glumslov. Läst 25 augusti 2011.